# Leksykografia terminologiczna
Leksykografia terminologiczna (LT) – dziedzina leksykografii; ma charakter interdyscyplinarny:
1. należy do odpowiedniej sfery działalności człowieka
2. kieruje się kategoriami logicznymi na poziomie uporządkowania materiału
3. jest dyscypliną językoznawczą w tej mierze, w jakiej obiektem jej analizy są ST (słowniki terminologiczne), jako uporządkowane w odpowiedni sposób zbiory wyrazów języka naturalnego

Z punktu widzenia językoznawstwa leksykografia terminologiczna zawiera w sobie trzy podstawowe komponenty:
1. analizę istniejących ST (Słowników Terminologicznych) i ustalanie ich typologii;
2. określenie parametrów lingwistycznego konstruowania ST;
3. opracowanie optymalnych modeli słowników terminologicznych.